# Abarat
Abarat è un romanzo fantasy del 2002 scritto e illustrato da Clive Barker, primo libro appartenente alla pentalogia di Abarat, pensata anzitutto per lettori giovani adulti.
Il suo seguito è Abarat - Giorni di magia, notti di guerra.

## Trama
Candy Quackenbush, un giorno, indagando per conto della scuola sulla sua città (Chickentown, nel Minnesota), trova un molo abbandonato a centinaia di chilometri dal mare. Incuriosita, evoca per sbaglio una potente magia che fa "sgorgare" il mitico mar d'Izabella. Si scoprirà infatti che il nostro mondo e quello di Abarat un tempo prosperavano grazie al reciproco commercio, ma ora ogni mondo considera l'altro una leggenda. Abarat è un insieme di isole, 24, una per ogni ora del giorno (che non cambiano mai), più la Guglia di Odom - la misteriosissima venticinquesima ora - e qualche isolotto.
Il viaggio di Candy comprende il ponte Gilholly (tra Efreet, le Sei, e Autland, le Sette), Yebba Dim (le Otto), Ninnyhammer (le Dieci), e la Guglia di Odom.

## Edizioni
- Clive Barker, Abarat, traduzione di Beatrice Masini, Fabbri Editori, 2002,  pp. 493, cap. 34+1, ISBN 88-451-8049-2.